# بوهدانا ماتسوتسکا
بوهدانا ماتسوتسکا (اوکراینی: Богдана Олегівна Мацьоцька؛ زادهٔ ۲۷ اوت ۱۹۸۹) اسکی‌باز آلپاین اهل اتحاد جماهیر شوروی سوسیالیستی است. بوهدانا برای اوکراین در المپیک زمستانی ۲۰۱۰ شرکت کرد و قرار بود در المپیک زمستانی ۲۰۱۴ نیز رقابت کند. ولی در ۱۹ فوریه ۲۰۱۴ ماتسوتسکا در اعتراض به درگیری‌های شدید روز گذشته در کیف پایتخت اوکراین با انتشار پیامی در فیسبوک از شرکت در المپیک زمستانی ۲۰۱۴ انصراف داد.
بهترین نتیجه او مقام ۳۷ در اسلالوم بود که در سال ۲۰۱۰ به دست آمد.

## زندگی
بوهدانا ماتسوتسکا در کوسیف زاده شد.